# Geomyidae
Los geómidos (Geomyidae) son una familia de roedores castorimorfos conocidos vulgarmente como tuzas, taltuzas o ratas de abazones.  Se encuentran en Canadá, Estados Unidos, México, América Central y Colombia.
En México habitan seis especies que se encuentran en peligro de extinción. La palabra tuza proviene del náhuatl tozan.

## Características
Las tuzas tienen una constitución fuerte, con tamaños que van desde doce hasta treinta centímetros de longitud, y un peso de unos cien gramos. Pocas especies llegan a alcanzar pesos cercanos a 1 kg. Los machos siempre son más grandes que las hembras y pueden ser casi el doble su peso. La mayoría de las tuzas poseen pelo marrón u otro color que a menudo coincide estrechamente con el color del suelo en el que viven. Otra característica que poseen son sus grandes mejillas como bolsitas (abazones), de donde deriva su nombre en inglés "pocket gophers". Estas bolsitas son de piel alineada, y pueden ser vueltas hacia adentro. Se extienden desde los lados de la boca hasta el perímetro de los hombros. Tienen pequeños ojos y una corta y peluda cola que utiliza para sentir los túneles cuando camina hacia atrás.
A menudo son confundidas con los topos, tanto por su apariencia como su comportamiento, con los que no guardan ningún parentesco.

## Conducta, comportamiento y hábitos generales
Todas las tuzas cavan madrigueras en las que pasarán casi la mitad de la vida. También suelen almacenar comida, y usan sus mejillas como bolsitas para transportar comida a sus madrigueras. Las tuzas pueden encontrarse en grandes grupos. Una señal inequívoca de su presencia en una zona es la aparición de montículos de tierra fresca de casi 20 cm de diámetro sobre el terreno. Estos montículos suelen aparecer en huertas, pastizales, o granjas, tanto en tierra dura y pedregosa como en suelo húmedo. También les gusta alimentarse de verduras, en especial de bulbos y raíces, como papas y zanahorias. Por esta razón, algunas especies se consideran plagas agrícolas. También pueden dañar árboles en los bosques.
Aunque intentan huir cuando se sienten amenazados, pueden atacar a otros animales, incluso a gatos y seres humanos, y pueden causar graves mordeduras con sus largos y afilados dientes. Las tuzas son solitarias fuera de la temporada de cría, sumamente territoriales. La zona territorial de cada tuza varía en tamaño dependiendo de los recursos disponibles. Machos y hembras pueden compartir algunas cámaras de anidación en las madrigueras y sus territorios fronterizos pacíficamente, pero en general, cada tuza habita su propio sistema de túneles individuales. Dependiendo de la especie y las condiciones locales, las tuzas pueden tener distintas temporadas de cría al año, o pueden reproducirse todo el año. Cada camada típicamente consta de dos a cinco crías, aunque este número puede ser más elevado en algunas especies. Las crías nacen ciegas y completamente vulnerables, y son destetadas a los cuarenta días de haber nacido.

## Taxonomía
La familia Geomyidae incluye seis géneros vivos:
- Diplolophus†
- Lignimus†
- Schizodontomys†
- Subfamilia Entoptychinae†
  - Tribu Pleurolicini†
    - Pleurolicus†
    - Tenudomys†
    - Ziamys†

  - Tribu Entoptychini†
    - Entoptichus†
    - Gregorymys†
- Subfamilia Geomyinae
  - Tribu Dikkomyini†
    - Dikkomys†
    - Parapliosaccomys†
    - Pliosaccomys†

  - Tribu Progeomyini†
    - Progeomys†

  - Tribu Geomyini
    - Cratogeomys
    - Geomys
    - Orthogeomys
    - Pappogeomys
    - Pliogeomys†
    - Zygogeomys

  - Tribu Thomomyini
    - Thomomys